# Ministère de la Culture (Gabon)
Pour les autres articles nationaux ou selon les autres juridictions, voir Ministère de la Culture.
Le Ministère de la Culture, de la Jeunesse, des Sports et des Arts au Gabon est le département ministériel du gouvernement gabonais chargé de la conception, la mise en œuvre, le suivi et l’évaluation de la politique de l’Etat en matière de culture, d'art et de sport, tous en lien avec la jeunesse.

## Description

### Siège
Son siège est situé à l'immeuble Les Frangipaniers à Libreville. 

### Attributions
Le ministère est chargé de la conception, la mise en œuvre, le suivi et l’évaluation de la politique de l’Etat en matière de culture, d'art et de sport, tous en lien avec la jeunesse.

### Liste des ministres
Le ministre chargé de ce département est André-Jacques Augand, membre du gouvernement de la transition.
Max Samuel Oboumadjogo; Pierre Amoughe Mba sont des anciens ministres.
Augustin Boumah est ministre de la Jeunesse, des Sports et des Affaires culturelles, nommé en 1966 sous Léon Mba.
Pierre-Marie Dong, considéré comme le spécialiste en communication du président Omar Bongo est nommé ministre de la Culture en janvier 2006 jusqu'à son décès en décembre de la même année.
Paul Mba Abessole est Vice-premier ministre gabonais, Ministre de la Culture, des Arts, de l’Éducation populaire, de la Refondation et des Droits de l'Homme de 29 décembre 2007 à 22 juillet 2009 sous Omar Bongo.
René Ndemezo'o Obiang, d'abord ministre de la Communication, est nommé Ministre de la Culture, de la jeunesse, des sports et des loisirs le 17 octobre 2009.
Ida Reteno Assonouet est ministre de la Justice entre 2011 et 2013 avant de devenir ministre de la Culture en 2014.
Alain Claude Bilie By Nze est Ministre d'Etat, ministre des Sports et de la Culture, chargé du Tourisme du 3 mai 2018 au 10 juin 2019 sous Ali Bongo.